# Now Look
Now Look je druhé sólové studiové album anglického kytaristy a zpěváka Ronnie Wooda, dřívějšího člena The Faces a pozdějšího člena The Rolling Stones.

## Seznam skladeb
Všechny skladby napsal Ronnie Wood, není-li uvedeno jinak.
1. "I Got Lost When I Found You" (Ron Wood, Bobby Womack) - 4:26
2. "Big Bayou" (Gib Gilbaeu) - 2:42
3. "Breathe on Me" - 6:32
4. "If You Don’t Want My Love" (Bobby Womack, Gordon DeWitty) - 4:18
5. "I Can Say She’s Alright" (Ronnie Wood, Bobby Womack) - 6:22
6. "Caribbean Boogie" - 2:23
7. "Now Look" - 3:53
8. "Sweet Baby Mine" (Jim Ford, Bobby Womack) - 3:28
9. "I Can’t Stand the Rain" (Donald Bryant, Ann Peebles, Bernard Miller) - 3:12
10. "It’s Unholy" - 6:28
11. "I Got a Feeling" (Bobby Womack, Ian McLagan, Jean Roussell) - 3:21

## Sestava
- Ronnie Wood - zpěv, kytara, varhany, pedal steel kytara,
- Bobby Womack - kytara, zpěv
- Ian McLagan - varhany, piáno, klávesy
- Willie Weeks - baskytara, kytara
- Andy Newmark - bicí, perkuse
- Jean Roussel - syntezátor, klávesy, piáno, clavinet
- Keith Richards - kytara, zpěv
- Kenney Jones - bicí
- Womack Sisters - doprovodný zpěv
- Mick Taylor - baskytara, kytara